# سگ کوچک

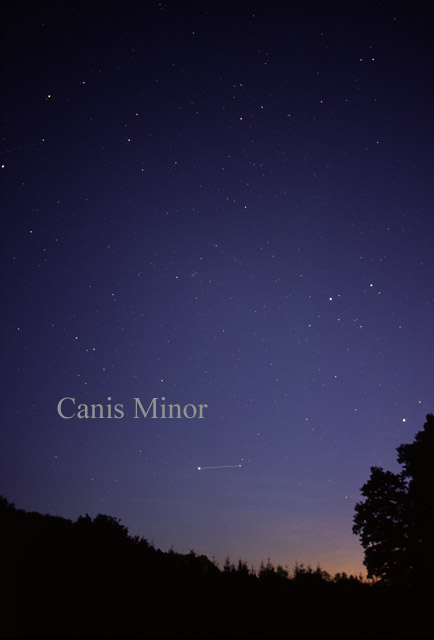
الكلب الصغير هو أحد النجوم في مجرتناThe little dog is one of the stars in our galaxy

سگ کوچک معادل عربی:کلب اصغر معادل انگلیسیCMi زمان رسیدن به نصف‌النهار:۱۱ اسفند مساحت:۱۸۲ درجه مربع.
این صورت فلکی در نزدیکی صورت‌های فلکی شکارچی و سگ بزرگ قرار دارد.

## افسانه
چون جبار شکارچی است طبیعی است که سگ‌ها از آن او باشند سگ بزرگ و سگ کوچک هردو به فاصلهٔ اندکی از آسمان جبار را دنبال می‌کنند افسانهٔ لطیفی در بارهٔ ایکاریوس(Icarius) و سگ با وفایش مرا(Mera) نقل می‌شود. مرا تمام عمر حتی پس از آن که صاحبش کشته شد در کنار او ماند بنابراین افسانه خدایان وفای مرا را با قرار دادن او در آسمان پاداش دادند و اوسگ کوچک(کلب اصغر) شد.

## ستاره‌ها

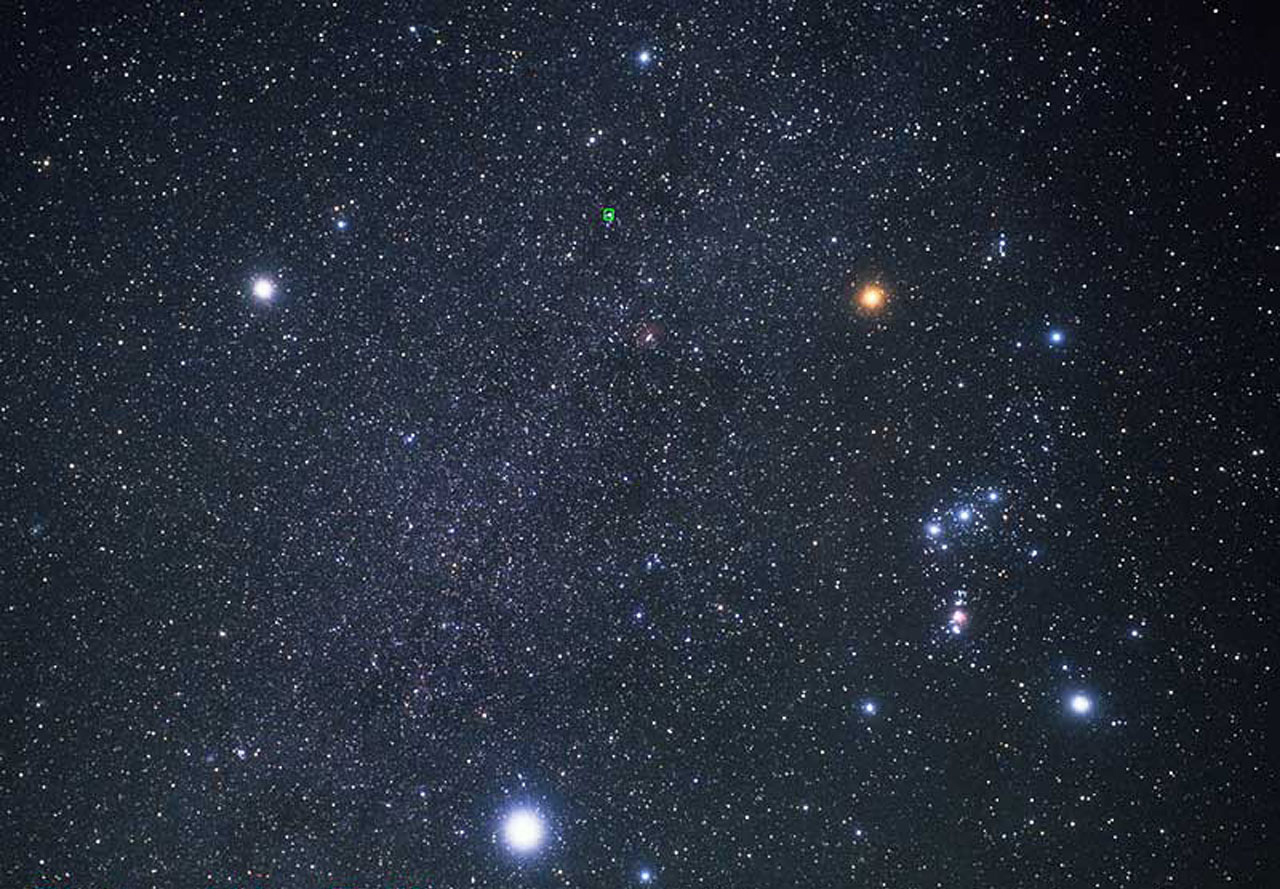
M 42, Monoceros, Orion, NGC 1976, Messier 42, Canis Major, Canis Minor, Cone Nebula, NGC 2264

ستارهٔ پر نور صورت فلکی سگ کوچک شعرای شامی است. قدر ظاهری آن ۵ر۰ است و به زردی میزند که شاخص آن آست و نیم پیش از شعرای یمانی ستارهٔ پرنور سگ بزرگ طلوع می‌کند.نام یونانی این ستاره procyon از دو کلمه به معنای (پیشاپیش سگ) مشتق شده‌است.
شعرای شامی از ما فقط ۱۱٫۴ سال نوری فاصله داشته و چهاردهمین ستاره شناخته شده نزدیک در آسمان و پنجمین ستاره قابل مشاهده با چشم غیر مسلح است نوع ططیف آن F۵ IV.شعرای شامی دارای همدمی از نوع کوتولهٔ سفید است که فقط با تلسکوپ‌های قوی قابل مشاهده‌است.

## اجرام عمقی آسمان
هیچ یک به سادگی قابل مشاهده نیستند